# El Coyotillo
El Coyotillo är en ort i Mexiko.   Den ligger i kommunen Cuquío och delstaten Jalisco, i den centrala delen av landet, 400 km väster om huvudstaden Mexico City. El Coyotillo ligger 1 845 meter över havet och antalet invånare är 101.
Terrängen runt El Coyotillo är varierad. Runt El Coyotillo är det ganska glesbefolkat, med 23 invånare per kvadratkilometer. Närmaste större samhälle är Ixtlahuacán del Río, 16,1 km sydväst om El Coyotillo. Trakten runt El Coyotillo består till största delen av jordbruksmark.